# Robert Willis
Pour les articles homonymes, voir Willis.
Robert Willis, né le 17 mai 1947 à Hanham (Angleterre) et mort le 22 octobre 2024 à New Haven (Connecticut), est un prêtre britannique et ecclésiastique anglican, qui sert en tant que doyen de Cantorbéry de 2001 jusqu’à 2022, puis titré doyen émérite.
Au cours de la pandémie de COVID-19, depuis la suspension du culte public, Willis attire l'attention des médias pour ses émissions vidéo quotidiennes populaires des prières du matin au jardin du doyenné de la cathédrale de Cantorbéry.